# Мовчан Віталій Анатолійович
Віталій Анатолійович Мовчан (нар. 17 березня 1998, м. Куп'янськ Харківської області — пом. 24 лютого 2022, у районі с-ща Трьохізбенка, Луганська область) — український військовослужбовець (лейтенант). Герой України (2022, посмертно).

## Життєпис
Віталій Мовчан народився 17 березня 1998 року в місті Куп'янську на Харківщині.
У 2016 році підписав контракт із Збройними силами України, де обіймав посаду механіка-водія. Згодом вступив до Харківського національного університету Повітряних сил імені Івана Кожедуба, який закінчив 2020 року.

### Російське вторгнення в Україну 2022
Обслуга зенітного ракетного комплексу, яку очолював лейтенант Віталій Мовчан, 24 лютого 2022 року під час російського вторгнення перебувала на бойовому чергуванні, прикриваючи місцевих мирних жителів та війська, залучені в ООС. І саме їм з-поміж перших обслуг ЗРК довелося прийняти бій із противником, сили якого значно переважали. Коли до позиції наблизилася повітряна ціль, яку зенітники упізнали як ворожий літак і «захопили», близько 6:50 Віталій провів перший в житті бойовий пуск зенітної ракети. А невдовзі вимовив у радіоефір найбажанішу для його військового фаху переможну доповідь: «Ціль знищено!» Як з'ясувалося трохи пізніше, обслуга Віталія «з першого пострілу» «демілітаризувала» російський двомісний багатоцільовий винищувач четвертого покоління Су-30.
Підлеглі (більшість із яких були набагато старші за віком) свідчать: лейтенант Мовчан професійно, холоднокровно і самовіддано керував боєм, надихаючи обслугу особистим прикладом — його ЗРК активно маневрував, міняючи позиції, згодом ще одним влучним пуском було знищено ворожий безпілотний літальний апарат. Зрозуміло, що авіація противника почала полювати на український ЗРК та його героїчний екіпаж, і близько 16-ї години сталося непоправне — пара ворожих ударних вертольотів Мі-24 на критично малій висоті підібралася до тимчасової стартової позиції і «відпрацювала» по ній некерованими ракетами. Віталій Мовчан загинув в районі селища Трьохізбенка Луганської області на бойовому посту, а його підлеглі дістали тяжких поранень..
Похований 18 березня 2022 року на Федорівському кладовищі в м. Володимирі Волинської області. 28 червня 2023 року в День Конституції України, президент України Володимир Зеленський передав орден «Золота Зірка» членам родини загиблого Героя України.

## Нагороди
- звання Герой України з удостоєнням ордена «Золота Зірка» (28 лютого 2022, посмертно) — за особисту мужність і героїзм, виявлені у захисті державного суверенітету та територіальної цілісності України, вірність військовій присязі[5].